# Форт Рансом (Северна Дакота)
Форт Рансом (енгл. Fort Ransom) град је у америчкој савезној држави Северна Дакота.

## Демографија
По попису из 2010. године број становника је 77, што је 7 (10,0%) становника више него 2000. године.
| Група             | 2000.       | 2010.      |
| Белци             | 70 (100,0%) | 75 (97,4%) |
| Афроамериканци    | 0 (0,0%)    | 0 (0,0%)   |
| Азијати           | 0 (0,0%)    | 0 (0,0%)   |
| Хиспаноамериканци | 0 (0,0%)    | 2 (2,6%)   |
| Укупно            | 70          | 77         |